# Wibautstraat (stacja metra)
Wibautstraat – stacja metra w Amsterdamie, położona na linii 51 (pomarańczowej), 53 (czerwonej) i 54 (żółtej). Została otwarta 16 października 1977. Znajduje się w dzielnicy Amsterdam-Oost, pod ulicą o tej samej nazwie, Wibautstraat.